# Pedro Betancor León
Pedro Betancor León (Mogán, Gran Canaria, 1946) es catedrático de Medicina y especialista en Medicina Interna.

## Biografía
Pedro Betancor León nació en Mogán, Gran Canaria, en 1946. Completó el bachillerato laboral en el Instituto Laboral de Guía en 1962. Estudió la carrera de Medicina en Cádiz en cinco cursos, en vez de los seis establecidos, y en 1970 se trasladó a Madrid para realizar la especialidad de Medicina Interna en el Hospital Gregorio Marañón. En 1979 obtuvo por concurso plaza de profesor titular en la Universidad de Barcelona, a la que renunció por una vacante similar en el Colegio Universitario de Las Palmas. Cuatro años después fue nombrado Catedrático de la Universidad de Oviedo, donde permaneció durante algunos meses antes de volver a Las Palmas de Gran Canaria. Además de desarrollar tareas docentes, Pedro Betancor ha sido también director del Hospital Insular y ejerció como jefe de servicio en el Hospital Doctor Negrín hasta septiembre de 2012, mes en el que decide jubilarse. 
Ha sido fundador de los estudios de Ciencias de la Salud de la Universidad de Las Palmas de Gran Canaria, la cual agrupa las titulaciones de Medicina, Fisioterapia y Enfermería. También, ha sido el primer Decano de este centro, Director del Colegio Universitario de Las Palmas y responsable del surgimiento de las materias de Derecho, Geografía, Historia y Filología.
Actualmente,[¿cuándo?] se dedica a asesorar a cargos directivos del grupo San Roque.

## Reconocimientos
Pedro Betancor León ha obtenido los siguientes títulos y reconocimientos:
- Medalla de Oro al Mérito en el Trabajo (2010)[2][3]
- Hijo adoptivo de la ciudad de Las Palmas de Gran Canaria[3]
- Hijo predilecto de la isla de Gran Canaria (2004)[4][3]